# Георги Георгиев (кмет на Дупница)
Вижте пояснителната страница за други личности с името Георги Георгиев.
Георги В. Георгиев е български политик от БКП, кмет на Дупница в периода 1947 – 1951 г.

## Биография
Георги Георгиев е роден през 1911 година в Дупница. Член е на БКП и от 1947 година е кмет на Дупница. На основание на новата конституция се извършва национализация на частния капитал и имот. Дава се начало на строеж на шосе от Сапарева баня до Паничище. През 1948 година преименува града на името на Станке Димитров, през 1949 година на Марек, а през 1950 година на тържествено заседание връща името Станке Димитров. Всички улици и площади в града са преименувани. Георги Георгиев остава кмет до 1951 година, а през 1998 година умира.